# القنعة (المحويت)

تعديل مصدري - تعديل

القنعة هي إحدى قرى عزلة الغربي الاسفل بمديرية المحويت التابعة لمحافظة المحويت، بلغ تعداد سكانها 298 نسمة حسب تعداد اليمن لعام 2004.